# 口蓋垂はじき音
口蓋垂はじき音（こうがいすい はじきおん、英: voiced uvular tap and flap）は子音の類型の一つ。国際音声記号では[ɢ̆]と書く。

## 言語例
- オランダ語:rood [ʀ̆oːt] 赤
- 英語ノーサンブリア方言:red [ɢ̆ɛd]赤
- ドイツ語:Ehre[ˈʔeːʀ̆ə]名誉
- リンブルフ語ハッセトル方言:weuren[ ˈβ̞øːʀ̆ən]（人が）いた